# Midnight at the Lost and Found
Midnight at the Lost and Found es el tercer álbum de estudio del cantante estadounidense Meat Loaf, publicado en mayo de 1983 por Epic Records.
El tema que da título a la placa fue escrito por el músico argentino Danny Peyronel "Razor's Edge", "If You Really Want To" y la canción homónima fueron publicadas como sencillos, pero ninguna de ellas pudo ingresar en las listas de éxitos. La canción "Lost Love", grabada originalmente durante las sesiones del álbum, fue publicada como el lado B de "If You Really Want To". Esta canción fue publicada en CD en la versión australiana del recopilatorio Hits Out of Hell. La canción homónima es tocada con frecuencia en los conciertos de Meat Loaf y es una de las pocas canciones grabadas en la década de 1980 incluida en el recopilatorio de 1998 The Very Best of Meat Loaf.

## Lista de canciones
| Lado A |                                  |          |  |
| N.º    | Título                           | Duración |  |
| 1.     | «Razor's Edge»                   | 4:07     |  |
| 2.     | «Midnight at the Lost and Found» | 3:29     |  |
| 3.     | «Wolf at Your Door»              | 4:05     |  |
| 4.     | «Keep Driving»                   | 3:30     |  |
| 5.     | «The Promised Land»              | 2:44     |  |

| Lado B |                                                                     |          |  |
| N.º    | Título                                                              | Duración |  |
| 6.     | «You Can Never Be Too Sure About the Girl»                          | 4:28     |  |
| 7.     | «Priscilla»                                                         | 3:33     |  |
| 8.     | «Don't You Look at Me Like That» (Dueto con Dale Krantz Rossington) | 3:27     |  |
| 9.     | «If You Really Want To»                                             | 3:38     |  |
| 10.    | «Fallen Angel»                                                      | 3:38     |  |

## Créditos
- Meat Loaf – voz (10)
- Mark Doyle – guitarras, piano (1, 2, 4), bajo (4), sintetizador (9), voz (4, 5)
- Rick Derringer – guitarras (2-4, 6-9), bajo (7)
- Tom Edmonds – guitarras (4)
- Gary Rossington – guitarras (8)
- Steve Buslowe – bajo
- Paul Jacobs – piano (3, 5, 6, 8-10)
- Dave Lebolt – sintetizador (9)
- Max Weinberg – batería
- Dale Krantz Rossington – voz (8)
- Chuck Kirkpatrick – voz
- John Sambataro – voz

## Listas de éxitos
| Lista (1983)                  | Posición |
| ----------------------------- | -------- |
| Australia (Kent Music Report) | 84       |
| Noruega (VG-lista)            | 7        |
| Suecia (Sverigetopplistan)    | 21       |
| Reino Unido (UK Albums Chart) | 7        |